# Стеван Караджич

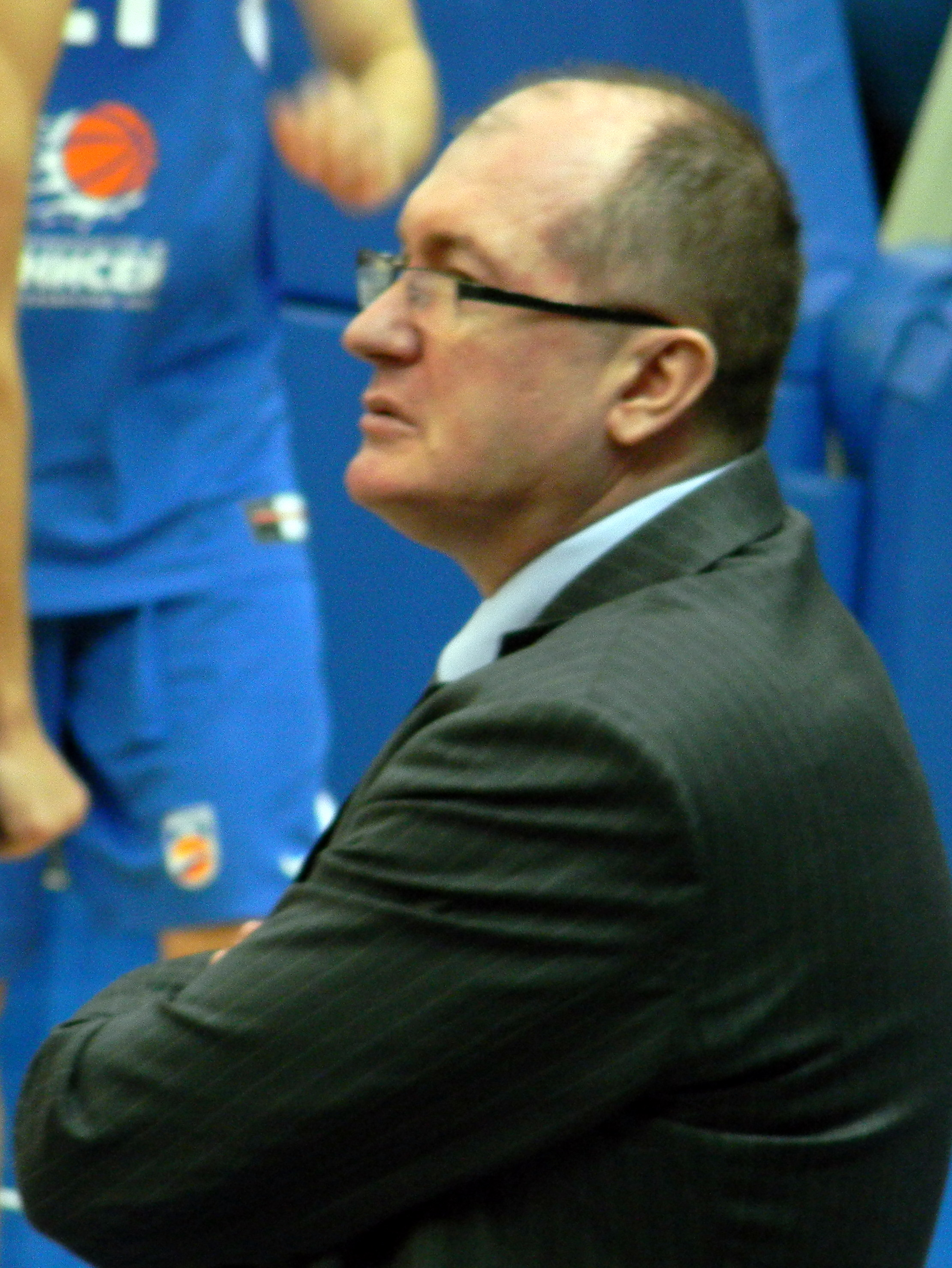
Стеван Караджич в 2011 році.

Стеван Караджич (серб. Стеван Караџић; народився 16 листопада 1960, Никшич) - сербський баскетбольний тренер і колишній баскетболіст.

## Біографія
Народився 16 листопада 1960 року в Никшичі. 
Більшу частину кар'єри гравця провів у «Црвена Звезда». У період з 1980 по 1989 рік Каражіч зіграв 296 матчів, в яких набрав 3484 очок (у середньому 11,8 очок за гру). Караджич дійшов до фіналу плей-офф (1984 і 1985 роки) і фіналу європейського Кубка Корача в 1984 році. Найкращою грою Караджича за «Црвену Звезду» вважається сезон 1983/84, коли він був названий найкращим бомбардиром у сезоні, набрав 642 очок в 43 матчах (у середньому 14,9 очок за гру).
Крім «Црвеною Звезди» Караджич виступав за «Раднічкі» (1975-1978), «Пуљанку» (1978-1980), «градин» (1989-1990), «Слободу» з Тузли (1990-1991), «Борац» з баня-Луки (1991-1992), «Ібон» з Никшича (1992-1993) і угорський «Шопрон» (1993-1995).
Після закінчення ігрової кар'єри, Караджич присвятив себе тренерській роботі. Він побував на посту тренера юнацької складу «Црвеною Звезди», що стала чемпіоном Сербії та Югославії в 1998 році. У 1999 році Караджич очолив «Црвену Звезду», але був звільнений у 2001. Караджич повернувся на свою посаду в другій половині сезону 2006/2007, але вже в наступному сезоні знову був звільнений.
Караджич тренував дитячу та юнацьку збірні, які взяли золото на чемпіонатах Європи в 2001 і 2005 роках відповідно. Як помічник тренера збірної Югославії завоював золото на чемпіонаті світу в Індіанаполісі в 2002 році. З 2008 по 2010 рік очолював сербський «Хемофарм». У 2009 році був визнаний найкращим тренером кубка Європи. З 2010 по 2012 рік Караджич очолював красноярський баскетбольний клуб «Єнісей», в який повернувся у 2013 році.

## Особисте життя
Дружина - Весна Караджич, колишня баскетболістка; двоє дітей - дочка Тамара (грає за жіночу команду «Црвеною Звезди») і син Вука, також займається баскетболом.